# Pedro Gailhard

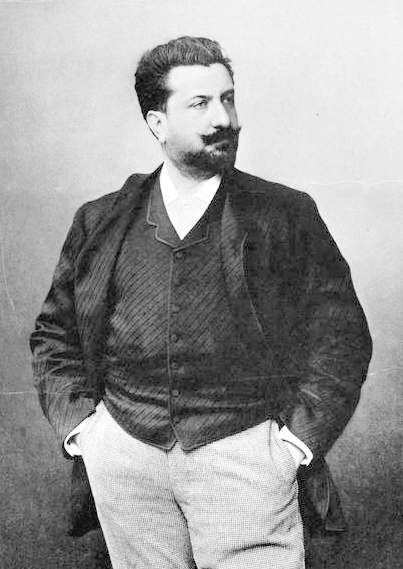
Pedro Gailhard.

Pierre Samson (Pedro) Gailhard, född den 1 augusti 1848 i Toulouse, död den 12 oktober 1918 i Paris, var en fransk operasångare och teaterledare.
Gailhard utbildade sig vid konservatoriet i Paris, var 1867–72 anställd vid Opéra-Comique där och vann 1872–84 framgångar på Stora operan genom sin varmt färgade basröst, som Mefistofeles i "Faust", Kasper i "Friskytten", Leporello i "Don Juan" och så vidare. Åren 1884–91 var han jämte Eugène Ritt direktör vid Stora operan, blev 1893 Eugène Bertrands meddirektör vid konstanstalten och var från 1899 till nyåret 1908 ensam direktör för Stora operan. Under hans ledarskap omhuldades bland annat Richard Wagners verk där i avsevärd mån.